# Impatiens hedyotidifolia
Impatiens hedyotidifolia är en balsaminväxtart som beskrevs av Ridley. Impatiens hedyotidifolia ingår i släktet balsaminer, och familjen balsaminväxter. Inga underarter finns listade i Catalogue of Life.